# 2007年の政治
2007年の政治（2007ねんのせいじ）は、2007年の政治分野に関する出来事を記載する。国名の記述がない項目は、日本の政治に関する出来事を記載。

## 政治関係の出来事

### 1月
- 1日
  - （ブルガリア、ルーマニア）欧州連合（EU）に加盟する。
  - 潘基文が国際連合事務総長に就任。
  - アンゴラが石油輸出国機構 (OPEC) に加盟。
- 1月2日 - ジェラルド・R・フォード元アメリカ合衆国大統領の国葬挙行。
- 9日
  - 防衛庁が防衛省に移行。
  - 自由民主党元副総裁で、衆議院議員の山崎拓が中国と北朝鮮を訪問。事前に連絡が無かったことから与党・政権内からは批判の声が上がり、拉致問題に関しても進展は無かった。
- 14日 - （フィリピン）セブ島で東南アジア諸国連合（ASEAN）プラス3（日本・中国・韓国）首脳会議開催。15日、同地で東アジアサミット開催。
- 1月11日 - バングラデシュのイアジュディン・アハメド大統領、総選挙に伴う各地での暴動発生のため、非常事態宣言。1月22日に予定されていた総選挙を延期、外出禁止令なども発令。
- 1月14日 - 日中韓首脳会談。北朝鮮の核兵器放棄を求める共同声明を発表。
- 1月15日 - フィリピン・セブ島で、第2回東アジアサミット開催。北朝鮮に対し拉致問題解決を求める議長声明を発表。
- 21日
  - 大分県警、ごみ収集業務に絡む収賄容疑で、国東市の市長を逮捕。
  - 山梨県知事選挙。無所属の新人で元衆議院議員の横内正明が初当選。
  - 宮崎県知事選挙。無所属の新人で元タレントの東国原英夫が初当選。
  - 愛媛県知事選挙。無所属（自民・公明推薦・社民支持）の現職、加戸守行が3期目当選。
  - 甲府市長選挙。無所属（民主・公明推薦）の現職、宮島雅展が2期目当選。
  - （セルビア）国民議会（定数250）選挙。セルビア急進党81、民主党64、セルビア民主党・新セルビア47、G17プラス19、セルビア社会党16、リベラル民主党15、諸派8。
- 1月22日 - イラン特別委員会、イランが敵対的と判断したIAEA査察官38名の入国拒否を決定。
- 24日 - 教育再生会議、第1次報告提出。
- 25日 - 第166回国会（通常国会）開会。
- 26日 - 角田義一参議院副議長、多額の政治献金を政治資金収支報告書に記載していなかった疑惑を受け、副議長の辞表を提出。
- 27日 - 厚生労働大臣の柳沢伯夫が、島根県松江市で行った講演において、女性を「産む機械・装置」などと例える発言をする。これにより、野党の超党派女性議員が柳沢伯夫へ辞任要求を提出した上、民主・社民・国民新の野党3党が、柳沢伯夫への罷免要求を首相の安倍晋三に提出。いずれも拒否される（31日、これを受けて野党3党は衆議院予算委員会での、平成18年度補正予算案審議を欠席。共産党は、抗議の上退席。その後も、野党は一切の審議に出席せず）。

### 2月
- 2日 - 衆議院予算委員会と本会議で、平成18年度補正予算が自民・公明の賛成多数で可決。
- 4日
  - 愛知県知事選挙。自民・公明推薦の現職、神田真秋が当選。
  - 北九州市長選挙。民主・社民・国民新推薦の新人、北橋健治が当選。
- 6日 - 前日の予算委員会での可決に続き、参議院本会議で、平成18年度補正予算が自民・公明の賛成多数で可決。厚生労働大臣の柳澤伯夫の発言を受け、野党4党は欠席。野党欠席での補正予算可決は、1966年12月以来40年ぶり。
- 2月8日 - パレスチナの2大政治勢力、ファタハとハマス、メッカでの会合で統一政権樹立に合意。
- 11日 - トルクメニスタン大統領選挙。
- 2月13日 - * 8日から中国・北京で再開された、北朝鮮の核開発をめぐる六者会合、寧辺の核関連施設を60日以内に停止する代わりに、重油5万トン相当のエネルギー援助をするとの合意文書を採択し閉幕。
- 2月17日 - 盧武鉉韓国大統領、所属する与党・ヨルリン・ウリ党を離党。韓明淑首相も辞意を表明。
- 21日 - 南青山にある土地の取引をめぐり、第164回国会で質問をした国民新党衆議院議員の糸川正晃が、福井市内の飲食店に呼び出され、これ以上国会での質問を行わないよう恐喝された事件で、警視庁と福井県警は、21日にゼネコン平和奥田の相談役を、翌22日に前滋賀県草津市長を逮捕。

### 3月
- 1日 - 内閣総理大臣の安倍晋三が、1993年の「慰安婦関係調査結果発表に関する河野内閣官房長官談話」について、「強制性を裏付ける証拠がなかったのは事実」などと発言。内外から批判の声が高まる。
- 2日 - 衆議院予算委員会。野党側抗議の中、自民・公明両党が平成19年度予算案を強行採決。本会議に緊急上程。これにより民主党が、予算委員長の金子一義、総務委員長の佐藤勉、財政金融委員長の伊藤達也の解任決議案を提出。
- 3日 - 衆議院本会議で、平成19年度予算案が自民・公明の賛成多数で可決。予算委員長の金子一義、総務委員長の佐藤勉の解任決議案は自民・公明の反対多数で否決、財政金融委員長の伊藤達也の解任決議案は、議場での自民・民主合意の上、撤回される。衆議院本会議での日をまたいでの予算案採決は、1961年以来46年ぶり。
- 3月4日 - 宮城県利府町で、同県松島町長が交通事故死。
- 3月13日 - 安倍首相が、オーストラリアジョン・ハワード首相と、「安全保障協力に関する日豪共同宣言」に署名。
- 3月25日 - 香港行政長官選挙実施、曽蔭権行政長官が再選される。
- 26日 - 参議院本会議で、平成19年度予算案が自民・公明の賛成多数で可決・成立。

### 4月
- 4月2日 - 米韓両政府、FTA合意。
- 8日
  - 第16回統一地方選挙
  - 都道府県知事選挙
    - 都道府県知事選挙では、立候補した9人の現職候補は全員当選した。
    - 北海道：現職で自民・公明推薦の高橋はるみが当選。
    - 岩手県：新人で民主推薦の、達増拓也が当選。
    - 福井県：現職で自民・公明・民主・国民新推薦の西川一誠が当選。
    - 東京都：現職で自民・公明が支援する石原慎太郎が当選。
    - 神奈川県：現職で民主が支援する松沢成文が当選。
    - 三重県：現職で自民・公明・民主・社民推薦の野呂昭彦が当選。
    - 奈良県：新人で自民・公明推薦の荒井正吾が当選。
    - 鳥取県：新人で自民・公明推薦の平井伸治が当選。
    - 島根県：新人で自民・公明推薦の溝口善兵衛が当選。
    - 徳島県：現職で自民・公明推薦の飯泉嘉門が当選。
    - 福岡県：現職で自民・公明支援の麻生渡が当選。
    - 佐賀県：現職で自民・公明推薦の古川康が当選。
    - 大分県：現職の広瀬勝貞が当選。

  - 政令指定都市市長選挙
    - 札幌市：現職で民主・社民・市民ネットワーク北海道推薦の上田文雄が当選。
    - 静岡市：現職で自民・公明推薦の小嶋善吉が当選。
    - 浜松市：新人の鈴木康友が当選。
    - 広島市：現職の秋葉忠利が当選。

  - 東京都・茨城県・沖縄県以外の44道府県議会選挙。獲得議席（改選前）：自由民主党1212（1309）・民主党375（205）・公明党181（178）・日本共産党100（107）・社会民主党52（73）・国民新党1・諸派40（46）・無所属583（687）
  - 札幌市・仙台市・さいたま市・千葉市・横浜市・川崎市・新潟市・浜松市・名古屋市・京都市・大阪市・堺市・神戸市・広島市・福岡市の市議会（または市会）選挙。獲得議席（改選前）：自由民主党276（252）・民主党194（126）・公明党169（146）・日本共産党124（104）・社会民主党15（13）・国民新党0・諸派39（57）・無所属166（128）
- 11日 - 中国の温家宝首相が来日。日中首脳会談。
- 12日
  - 衆議院の憲法調査特別委員会で、国民投票法案が自民・公明の賛成多数で可決。
  - 宮崎県警は、自由民主党宮崎県連会長を買収容疑で逮捕。
  - 中国の温家宝首相が衆議院本会議で演説。中国首相としては史上初。
  - 日中経済ハイレベル対話発足。
- 13日
  - 衆議院本会議で、国民投票法案が自民・公明の賛成多数で可決。同会議で米軍再編推進法も可決。
- 4月15日 - イスラエル首相官邸で、エフード・オルメルトイスラエル首相とマフムード・アッバースパレスチナ自治政府大統領による第1回定期首脳会談開催。
- 17日 - 4期目をめざして、長崎市長選挙に立候補している長崎市の伊藤一長市長が、長崎駅前で山口組系暴力団員に銃撃され、4月18日未明死亡（長崎市長射殺事件）。
- 21日 - ナイジェリア大統領選挙。
- 22日
  - 第16回統一地方選挙。一般市町村および東京23区の首長・議会選挙。
  - 参議院福島県・沖縄県選挙区補欠選挙。福島県選挙区は、民主党公認・国民新党推薦の新人、増子輝彦が当選。沖縄県選挙区は、自由民主党・公明党推薦の新人、島尻安伊子が当選。
  - フランス大統領選挙が行われたが、過半数を得た候補者がおらず、ニコラ・サルコジ前内相とセゴレーヌ・ロワイヤル元環境相による決選投票に。
- 4月23日 - 長年の心臓疾患による多臓器不全（一部報道では心血管不全症とも）により、モスクワの病院でボリス・エリツィン前ロシア大統領で死去。
- 4月26日 ミャンマー、1983年10月のラングーン事件以来断交していた朝鮮民主主義人民共和国との国交を約24年ぶりに回復。

### 5月
- 6日 - フランス大統領選挙決選投票が行われ、右派国民運動連合のニコラ・サルコジ前内相が当選。

5月10日 - 日歯連闇献金事件に絡む村岡兼造の控訴審で東京高裁は無罪とした東京地裁が下した無罪判決を破棄し禁固10ヶ月、執行猶予3年の逆転有罪判決を下した。
- 5月11日
  - 東ティモール大統領選挙で、ラモス・ホルタ首相が圧勝。5月20日より就任。
  - 全国知事会会長選挙で、現職の麻生渡福岡県知事の無投票再選決定。
- 5月13日 - 兵庫県加西市で、2度目の市長不信任決議案が可決され、中川暢三市長が失職。
- 5月14日 - 日本国憲法改正の手続きを定める国民投票法が成立。
- 5月18日 - 北朝鮮、空席となっていた白南淳外相の後継として、朴義春を任命。
- 28日 - 「政治とカネ」の問題や、緑資源機構からの献金問題などで、野党はもちろん与党内からも強い批判を受けていた農林水産大臣の松岡利勝が、赤坂議員宿舎で首つり自殺を図り心肺停止状態に陥り、慶應義塾大学病院に搬送されたが、14時00分に死去。現職の閣僚が自殺することは日本国憲法下では初。臨時代理に環境大臣の若林正俊（兼任）。

### 6月
- 1日 - 農林水産大臣に赤城徳彦が就任。
- 3日 - 青森県知事選挙。現職で、自民・公明推薦の三村申吾が当選。
- 6日～8日 - 主要国首脳会議（ハイリゲンダム・サミット）。
- 10日、17日 - フランス共和国の下院総選挙。サルコジ大統領与党の国民運動連合が大勝。
- 18日 - 横光克彦衆議院懲罰委員長に対する不信任決議が懲罰委員会にて可決。同日に内山晃の懲罰・登院30日停止処分も議決。
- 20日 - 改正建築基準法施行。しかし、法施行の準備不足や手続きの運用についての行き過ぎなどで不況に陥ることとなり、後に建基法不況と呼ばれる。
- 27日 - （イギリス）トニー・ブレア首相が辞任。後任にゴードン・ブラウン前財務相が就任。

### 7月
- 3日 - 防衛大臣の久間章生が6月30日の講演での原爆投下を巡る発言で引責辞任。
- 4日 - 久間前防衛相の後任に前首相補佐官の小池百合子が2代目防衛相に就任。日本で女性の防衛相が誕生するのは、史上初めて。
- 5日 - 第166回通常国会が閉会。
- 7月12日 - 第21回参議院議員通常選挙告示。
- 22日
  - 群馬県知事選挙で、自民公認の大沢正明が現職の小寺弘之をやぶり当選。自民の公認候補は、1996年の中沖豊（富山県）以来11年ぶり。
- 29日
  - 第21回参議院議員通常選挙投開票。自民・公明が過半数割れの大惨敗を喫し、参議院は民主党が第一党になる。
  - 衆議院岩手1区補欠選挙で階猛（民主党）が、同熊本3区で坂本哲志（無所属）が当選。

### 8月
- 1日
  - 農林水産大臣の赤城徳彦が事務所費問題と自民党参院選大敗の責任をとり辞任。後任は環境大臣の若林正俊が兼務。
  - 高知県知事の橋本大二郎が今期限りでの知事引退を表明。
- 7日
  - 第167臨時国会が開会、参議院本会議で、議長に江田五月、副議長に山東昭子が選出される。
- 10日
  - 第167臨時国会が閉会。
- 26日
  - 埼玉県知事選挙で現職の上田清司が当選。
- 27日
  - 第1次安倍改造内閣が発足。

### 9月
- 1日 - 防衛施設庁が防衛省に統合され廃止された。同時に、全省的な法令遵守状況などをチェックするために、特別の機関として防衛監察本部が発足した。
- 3日
  - 農林水産大臣の遠藤武彦が辞任。後任に前環境大臣の若林正俊。
  - 外務大臣政務官の坂本由紀子が辞任。その後後任に小池正勝。
- 4日
  - 自民党参議院議員の小林温が議員辞職し、松あきら（公明党）が繰り上げ当選。
- 10日
  - 第168臨時国会開会。
- 12日
  - 首相の安倍晋三が辞意表明。
- 14日 - 自民党総裁選挙告示。
- 23日 - 自民党総裁選挙投開票、元内閣官房長官の福田康夫が選出。
- 25日 - 安倍改造内閣が総辞職。首班指名選挙において衆議院は自民党総裁の福田康夫、参議院では民主党代表の小沢一郎が選出され、両院協議会でも合意しなかったため、日本国憲法第67条2項に基づき、自民党総裁の福田康夫が第91代内閣総理大臣に指名される。
- 26日 - 福田康夫内閣発足
- 30日 - ウクライナ最高議会選挙。ティモシェンコ元首相率いる政党連合「ティモシェンコ・ブロック」が躍進。

### 10月
- 10月1日 - 郵政三事業民営化。
- 6日
  - パキスタンで大統領選挙が行われ、現職のパルヴェーズ・ムシャラフが圧倒的多数の票を得て1位となる。しかし、陸軍参謀長のムシャラフの大統領選挙出馬は違憲の訴訟が係争中だったため、正式当選は11月24日にずれ込んだ。
- 21日 - ポーランド共和国上下両院の総選挙で、右派政党「法と正義」などの連立与党が敗北、中道右派政党の「市民プラットフォーム」が勝利した。
- 27日 - （イタリア）左翼民主主義者（DS）、マルゲリータなどの中道・左派政党が合流し民主党を結成。書記長はワルテル・ヴェルトローニ（ローマ市長）。議長はロマーノ・プローディ（首相）。
- 28日 - （アルゼンチン）大統領選挙が行われ、クリスティナ・フェルナンディスが当選。

### 11月
- 1日 - テロ対策特別措置法期限日。
- 11月3日 - パキスタンのムシャラフ大統領が非常事態宣言。全土に戒厳令が敷かれる。
- 4日 - 民主党代表の小沢一郎が大連立構想に伴う党内の混乱の責任を取って辞任を表明。
- 6日 - 4日に辞任表明した民主党代表の小沢一郎が辞意撤回。
- 9日 - 第168臨時国会の会期を12月15日まで35日間の会期延長を衆院本会議で議決。
- 11日 - スロベニア大統領選挙の決選投票が行われ、ダニロ・テュルク元国連大使が当選。
- 13日 - 9月に首相を退陣し療養を続けていた前首相安倍晋三が衆院本会議に出席し、新テロ特措法の投票を行う。
- 18日 - 大阪市長選挙が行なわれ、平松邦夫（民主・国民新推薦、社民支持）が現職の関淳一（自民・公明推薦）らを破り初当選。選対委員長古賀誠が「衆院選の前哨戦」と位置付けていただけに自公にとってダメージとなった（→2007年大阪市長選挙）。
- 24日
  - （レバノン）エミール・ラフード大統領の任期が切れ、大統領不在の異常事態となる。
  - （オーストラリア）総選挙(下院全150、上院76のうち40改選)が行われる。野党の労働党が、与党の保守連合(自由党、国民党)に圧勝。
- 25日 - 高知県知事選挙が行われ、自民・公明・社民が推薦する、尾﨑正直が初当選。

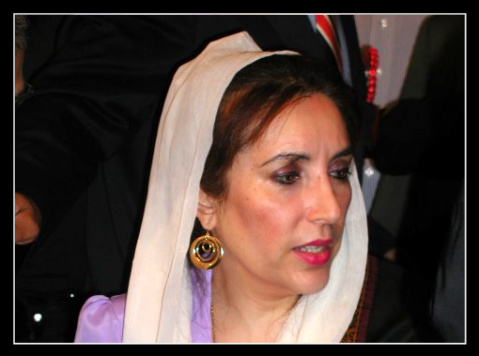
ベナジール・ブット元首相が暗殺される。これによりパキスタン全土は混乱に陥り、総選挙は延期が決定された。

### 12月
- 12月13日 - 欧州連合加盟国首脳、リスボン条約に調印。
- 14日 - 第168臨時国会の会期を2007年1月15日まで31日間の会期再延長を衆院本会議で議決。越年国会は1993年細川内閣時の第128回国会以来14年ぶり、再延長は1988年竹下内閣時の第113回国会以来19年ぶり。
- 12月15日 - パキスタン、戒厳令を解除。
- 19日 - （韓国）大統領選挙で、最大野党ハンナラ党の大統領候補である李明博が、与党系の鄭東泳（大統合民主新党）を大差で破って当選。
- 23日 - （タイ）民政移管に伴う総選挙でタクシン前首相派の人民の力党が第1党になる。
- 27日
  - （パキスタン）ベナジール・ブット元首相が暗殺される。
  - （ケニア）大統領選挙で現職のムワイ・キバキが再選。野党支持者を中心に選挙結果に不満が高まり、暴動発生。

## 死去
- 1月2日 - 中居英太郎、元日本社会党衆議院議員・元岩手県宮古市長（* 1917年）
- 1月3日 - 白南淳、北朝鮮外務大臣（* 1929年）
- 1月4日 - マレー・フィリューン、南アフリカ共和国元大統領
- 1月6日 - 井上計、元民社党参議院議員（* 1919年）
- 1月23日 - 浅野勇、前岐阜県岐阜市長（* 1926年）
- 1月24日 - ジャン＝フランソワ・ドニオー、元欧州委員（* 1926年）
- 1月28日 - 猪熊重二、元公明党参議院議員（* 1930年）
- 2月6日 - 山本幸雄、元自由民主党衆議院議員、元自治大臣・国家公安委員会委員長、（* 1911年）
- 2月11日 - 細田吉蔵、元自由民主党衆議院議員、第55代運輸大臣、第38代防衛庁長官、第38代行政管理庁長官（* 1912年）
- 2月23日 - パスカル・ヨアジマナジ、チャド首相
- 2月28日 - 池端清一、元日本社会党衆議院議員、第27代国土庁長官（* 1929年）
- 3月1日 - 神沢浄、日本社会党参議院議員、衆議院議員、元山梨県竜王町長（* 1915年）
- 3月12日 - アントニオ・オルティス・メナ、メキシコ元大蔵公債長官（* 1907年）
- 3月16日 - 椎名素夫、元衆議院議員、参議院議員、元無所属の会代表（* 1930年）
- 3月19日 - 石野久男、日本社会党衆議院議員（* 1911年）
- 3月20日 - ターハー・ヤースィーン・ラマダーン、元イラク副大統領（* 1938年）
- 3月21日 - 小川勇夫、神奈川県相模原市長（* 1931年）
- 3月22日 - 村上弘、元日本共産党衆議院議員、第3代日本共産党幹部会委員長（* 1921年）
- 3月25日 - アンドラニク・マルカリャン、アルメニア首相（* 1951年）
- 3月29日 - トシオ・ナカヤマ、ミクロネシア連邦初代大統領
- 4月18日 - 伊藤一長、第29-31代長崎県長崎市長（* 1945年）
- 4月23日 - ボリス・エリツィン、ロシア連邦初代大統領（* 1931年）
- 4月26日 - 申鉉碻、大韓民国第13代国務総理（* 1920年）
- 4月29日 - イヴィツァ・ラチャン（Ivica Račan）、第7代クロアチア首相（* 1944年）
- 5月3日 - 横山ノック、元参議院議員、第48-49代大阪府知事（* 1932年）
- 5月7日 - トマシ・クリモエトケ2世（Tomasi Kulimoetoke II）、ウォリス・フツナ諸島ウベア島国王（* 1918年）
- 5月7日 - 吉村午良、元長野県知事（* 1926年）
- 5月11日 - マリエトア・タヌマフィリ2世、サモア国家元首（* 1913年）
- 5月14日 - 伊江朝雄、元自由民主党参議院議員、元北海道・沖縄開発庁長官（* 1921年）
- 5月25日 - 北修二、元参議院議員、元北海道・沖縄開発庁長官（* 1925年）
- 5月25日 - バーソロミュー・ウルファアル（Bartholomew Ulufa'alu）、第8代ソロモン諸島首相（* 1950年）
- 5月28日 - 松岡利勝、自由民主党衆議院議員・農林水産大臣（* 1945年）
- 5月31日 - 杉山粛、青森県むつ市長（* 1936年）
- 6月2日 - 黄菊、中華人民共和国国務院常務副総理（* 1938年）
- 6月4日 - クレイグ・L・トーマス（Craig L. Thomas）、アメリカ合衆国上院議員（* 1933年）
- 6月8日 - アデン・アブドラ・ウスマン、ソマリア初代大統領（* 1908年）
- 6月14日 - クルト・ヴァルトハイム、第4代国際連合事務総長、オーストリア第6代大統領（* 1918年）
- 6月20日 - 谷伍平、第2-6代福岡県北九州市長（* 1916年）
- 6月28日 - 宮澤喜一、第78代内閣総理大臣（* 1919年）
- 7月8日 - チャンドラ・シェカール（Chandra Shekhar）、第11代インド首相（* 1927年）
- 7月11日 - アルフォンソ・ロペス・ミケルセン（Alfonso López Michelsen）、元コロンビア大統領（* 1913年）
- 7月14日 - 広沢直樹、元公明党衆議院議員（* 1931年）
- 7月18日 - 宮本顕治、元日本共産党参議院議員、日本共産党初代委員長、第2代日本共産党中央委員会議長（* 1908年）
- 7月23日 - ザーヒル・シャー、元アフガニスタン国王（* 1914年）
- 8月3日 - 李源京、第20代韓国大韓民国外務部長官（* 1922年）
- 8月8日 - 馬力（Ma Lik）、民主建港協進聯盟主席（* 1952年）
- 8月9日 - 高橋栄一郎、山形県新庄市長（* 1936年）
- 8月15日 - 金丸三郎、元自由民主党参議院議員、第6代総務庁長官、第6-8代鹿児島県知事（* 1914年）
- 8月23日 - 松形祐堯、第10-15代宮崎県知事（* 1918年）
- 8月25日 - レイモン・バール、第7代フランス首相（* 1924年）
- 8月26日 - ガストン・トルン、第20代ルクセンブルク首相、第7代欧州委員会委員長、元国連総会議長（* 1928年）
- 8月29日 - ピエール・メスメル、第5代フランス首相（* 1916年）
- 9月1日 - 河野正、元日本社会党衆議院議員（* 1914年）
- 9月7日 - ジョン・コンプトン、セントルシア首相（* 1925年）
- 9月16日 - 渡辺紘三、元自由民主党衆議院議員（* 1942年）
- 9月25日 - ハイダル・アブデルシャフィ（Haidar Abdel-Shafi）、パレスチナ交渉団長、パレスチナ解放機構創設者（* 1919年）
- 9月28日 - 秋山皐二郎、元青森県八戸市長（* 1910年）
- 10月9日 - ファウスト・コレイア（Fausto Correia）、欧州議会議員（* 1951年）
- 10月10日 - 石本茂、元自由民主党参議院議員、第16代環境庁長官（* 1913年）
- 10月10日 - 萩原幽香子、元民社党参議院議員（* 1911年）
- 10月12日 - ソー・ウィン、第13代ミャンマー首相（* 1948年）
- 10月23日 - 佐藤昭夫、元日本共産党参議院議員
- 10月28日 - 藤波孝生、元自由民主党衆議院議員、第46代内閣官房長官、第42代労働大臣（* 1932年）
- 11月1日 - 後藤喜八郎、元東京都武蔵野市長（* 1920年）
- 11月2日 - 林鐘基、第8・10・11・12代韓国国会議員（* 1926年）
- 11月2日 - S・P・タミルセルバン（S.P. Thamilselvan）、タミル・イーラム解放のトラ政治部門指導者（* 1967年）
- 11月8日 - 津田文吾、第6-7代神奈川県知事（* 1918年）
- 11月8日 - 濱尾文郎、元ローマ教皇庁移住・移動者司牧評議会議長（* 1930年）
- 11月9日 - ルイス・エレラ・カンピンス（Luis Herrera Campins）、元ベネズエラ大統領（* 1925年）
- 11月11日 - 林田悠紀夫、元自由民主党参議院議員、第46代法務大臣、第9-10代京都府知事（* 1915年）
- 11月19日 - 西田吉宏、元自由民主党参議院議員（* 1934年）
- 11月20日 - イアン・スミス、初代ローデシア共和国首相（* 1919年）
- 11月22日 - 江藤隆美、元自由民主党衆議院議員、第49代建設大臣、第62代運輸大臣、第2代志帥会会長（* 1925年）
- 11月23日 - ウラジーミル・アレクサンドロヴィッチ・クリュチコフ、第7代ソビエト連邦国家保安委員会議長（* 1924年）
- 11月26日 - スタンレー・ソーン（Stanley Thorne）、元イギリス庶民院議員（* 1918年）
- 11月26日 - 磯村隆文、第16代大阪市長（* 1930年）
- 11月29日 - ヘンリー・ハイド（Henry Hyde）、元アメリカ合衆国下院議員（* 1924年）
- 11月30日 - フランソワ＝グザヴィエ・オルトリ、フランス元財務相、国民教育相、欧州共同体第5代欧州委員会委員長（* 1925年）
- 12月7日 - フアド・ハッサン、元インドネシア共和国国民文化相（* 1929年）
- 12月13日 - 楠正俊、元自由民主党参議院議員（* 1921年）
- 12月15日 - ジュリア・カーソン（Julia Carson）、アメリカ合衆国下院議員（*1938年）
- 12月15日 - クレム・ジョーンズ（Clem Jones）、元ブリズベン市長（* 1918年）
- 12月22日 - 山本孝史、参議院議員、元衆議院議員【日本新党・新進党・民主党】、元民主党参議院幹事長（* 1949年）
- 12月22日 - チャールズ・コート（Charles Court）、元西オーストラリア州知事（* 1911年）
- 12月24日 - 渡辺四郎、元参議院議員【日本社会党・社会民主党】（* 1929年）
- 12月27日 - ベーナズィール・ブットー、第12・14代パキスタン・イスラム共和国首相（* 1953年）